# 23 ore
23 ore è una raccolta di Silvia Salemi, pubblicato nel 2024 solo in formato digitale dall'etichetta discografica Dischi dei Sognatori.

## Descrizione
Raccolta che riprone i brani rimasterizzati dell'album 23 del 2017, che non era stato pubblicato in digitale, i singoli pubblicati negli ultimi anni e tre inediti. Presente anche Mille luci, canzone originale del film Mamma qui comando io di Federico Moccia.

## Tracce
1. Fiori nei jeans (inedito) – 3:23
2. Amore eterno (inedito) – 3:08
3. Faro di notte – 3:15
4. Animali umani (inedito) – 4:04
5. Noi contro di noi – 3:25
6. Mille luci – 3:56
7. I sogni delle tasche – 3:18
8. Chagall – 3:42
9. Silence – 4:10
10. Credo – 3:00
11. Potrebbe essere – 3:41
12. Tu io noi – 3:45
13. L'ultimo – 3:21
14. A casa di Luca – 4:02
15. Le canzoni – 3:32
16. Quel ricordo – 2:52
17. Battiti – 4:02
18. Tutto il meglio – 3:55

Durata totale: 64:31